# Zorg en Zekerheid Leyde
Maillots
Le Zorg en Zekerheid Leiden, communément appelé ZZ Leiden ou ZZ Leyde en français, est un club néerlandais de basket-ball basé dans la ville de Leyde. Le club évolue en BNXT League depuis 2021.

## Noms successifs
- 1958-1967 : Bona Stars Leiden
- 1967-1977 : Mercasol Leiden
- 1977-1982 : Parker Leiden
- 1982-1986 : Elmex Leiden
- 2006-0000 : Zorg en Zekerheid Leiden

## Palmarès
Aux Pays-Bas
- Champion des Pays-Bas : 1978, 2011, 2013, 2021, 2023, 2024
- Coupe nationale NBB-Beker : 2010, 2012
- Match des champions Supercup : 2011, 2012

Participations aux Coupes d'Europe
- 1978-1979 : Coupe d’Europe des clubs champions
- 1979-1980 : Coupe des coupes
- 2010-2011 : EuroChallenge
- 2011-2012 : EuroChallenge
- 2013-2014 : EuroChallenge

## Entraîneurs
- 1980-1981 :  Ton Boot
- 2008-2014 :  Toon van Helfteren
- 2014-2016 :  Eddy Casteels
- 2016-2018 :  Paul Vervaeck
- 2018-2020 :  Rolf Franke
- 2020-2022 :  Geert Hammink
- 2022- :  Doug Spradley